# Phazaca oribates
Phazaca oribates är en fjärilsart som beskrevs av Reginald James West 1932.
Phazaca oribates ingår i släktet Phazaca och familjen Uraniidae. Inga underarter finns listade i Catalogue of Life.